# 安托万-弗朗索瓦·莫莫罗
安托万-弗朗索瓦·莫莫罗（法語：Antoine-François Momoro，1756年—1794年3月24日）法国大革命期间印刷商、书商和政治家。作为科德利埃修道院和埃贝尔派的重要人物，他是法国共和国格言“共和国统一、不可分割”、“自由、平等、博爱或死亡”的创作者。
他曾攻擊乔治·雅克·丹东、马克西米连·罗伯斯庇尔以及救国委员会。1794年被處決。